# Paradelphomyia
Paradelphomyia är ett släkte av tvåvingar som beskrevs av Alexander 1936. Paradelphomyia ingår i familjen småharkrankar.

## Dottertaxa tillParadelphomyia, i alfabetisk ordning[1][2]
- Paradelphomyia aberdarica
- Paradelphomyia aequatorialis
- Paradelphomyia alticola
- Paradelphomyia amabilis
- Paradelphomyia americana
- Paradelphomyia angustistyla
- Paradelphomyia annulipes
- Paradelphomyia ariana
- Paradelphomyia bhava
- Paradelphomyia bigladia
- Paradelphomyia bilobata
- Paradelphomyia brachyphallus
- Paradelphomyia brevifurca
- Paradelphomyia cayuga
- Paradelphomyia cerina
- Paradelphomyia chosenica
- Paradelphomyia costaricensis
- Paradelphomyia crossospila
- Paradelphomyia cycnea
- Paradelphomyia czizekiana
- Paradelphomyia dalei
- Paradelphomyia deprivata
- Paradelphomyia destituta
- Paradelphomyia dichromata
- Paradelphomyia dissita
- Paradelphomyia distivena
- Paradelphomyia dolonigra
- Paradelphomyia ecalcarata
- Paradelphomyia faurei
- Paradelphomyia flavescens
- Paradelphomyia furcata
- Paradelphomyia fuscula
- Paradelphomyia hkayamensis
- Paradelphomyia indulcata
- Paradelphomyia interposita
- Paradelphomyia issikina
- Paradelphomyia krisna
- Paradelphomyia laterostriata
- Paradelphomyia latissima
- Paradelphomyia macracantha
- Paradelphomyia maddocki
- Paradelphomyia majuscula
- Paradelphomyia manopi
- Paradelphomyia marginipuncta
- Paradelphomyia megacera
- Paradelphomyia mexicana
- Paradelphomyia minuta
- Paradelphomyia minutoides
- Paradelphomyia mitra
- Paradelphomyia morelosensis
- Paradelphomyia myriacantha
- Paradelphomyia nebulosa
- Paradelphomyia newar
- Paradelphomyia nielseni
- Paradelphomyia nigrina
- Paradelphomyia nimbicolor
- Paradelphomyia nipponensis
- Paradelphomyia nubifera
- Paradelphomyia oaxacensis
- Paradelphomyia pacifica
- Paradelphomyia paucimacula
- Paradelphomyia perumbrosa
- Paradelphomyia platymera
- Paradelphomyia pleuralis
- Paradelphomyia pleurolinea
- Paradelphomyia polysticta
- Paradelphomyia prayooni
- Paradelphomyia pugilis
- Paradelphomyia pygmaea
- Paradelphomyia recurvans
- Paradelphomyia reducta
- Paradelphomyia ruficolor
- Paradelphomyia senilis
- Paradelphomyia sierrensis
- Paradelphomyia subnebulosa
- Paradelphomyia subterminalis
- Paradelphomyia tritumula
- Paradelphomyia ugandae
- Paradelphomyia umbrosa
- Paradelphomyia venezolana
- Paradelphomyia vumbensis